# 秋田县
39°43′7″N 140°6′9″E / 39.71861°N 140.10250°E
秋田县（日语：／ Akita ken */?）位处日本本州島东北地方。首府为秋田市。农业生产，特别是稻米种植非常发达。因有“秋田美酒”而称为酒之国度；森林资源丰富，秋田杉树被称为“日本三大美杉”，用秋田杉树制作的涂漆家具销往日本各地。秋田縣也以盛产美女聞名，“日本三大美人”中，“秋田美人”被日本人公認排名第一。

## 历史
在秋田縣發掘的許多舊石器時代考古遺址出土了許多手工石器，被認為是從舊石器時代末期到繩文時代早期之間的文物。秋田縣内發掘的第一個考古遺址是大仙市協和町的米守遺址，從1969年起進行了5次發掘。該遺址出土了大約1,000件石器。大約12,000年前，縣域進入繩文時代。彌生時代開始後，彌生人遷入縣域西部，日本最古老的海洋法規集「廻船式目（廻船大法）」將秋田海岸列為三津七湊之一的「秋田湊」。齊明天皇4年（658年）當時越國的國守阿倍比羅夫派兵征服了今天秋田縣一帶，天平5年12月26日（734年2月4日），在此築出羽柵，在760年左右更名為秋田城。780年，出羽國府遷往秋田，成為大和朝廷征服日本東北的主要據點。元慶2年（878年）發生了東北蝦夷族反抗秋田城司的元慶之乱。
中央政府的律令政治衰弱後，土地私有化程度加强、農民希望得到有力豪族的保護，朝廷多次派兵討伐東北不聽朝廷政令的豪族，豪族間也屢次發生戰爭，最後奥州藤原氏控制了東北，秋田縣縣域内的比内郡河田氏、秋田郡大河氏、由利地方由利氏都是藤原氏的下屬。文治5年（1189年）鐮倉幕府征服了東北，江戶時代德川氏把該地分封給佐竹氏。到了明治維新前夕，秋田境内有久保田藩、岩崎藩、本荘藩、亀田藩、矢島藩五個藩，明治維新後五個藩陸續被劃入新設的秋田縣。

## 地理

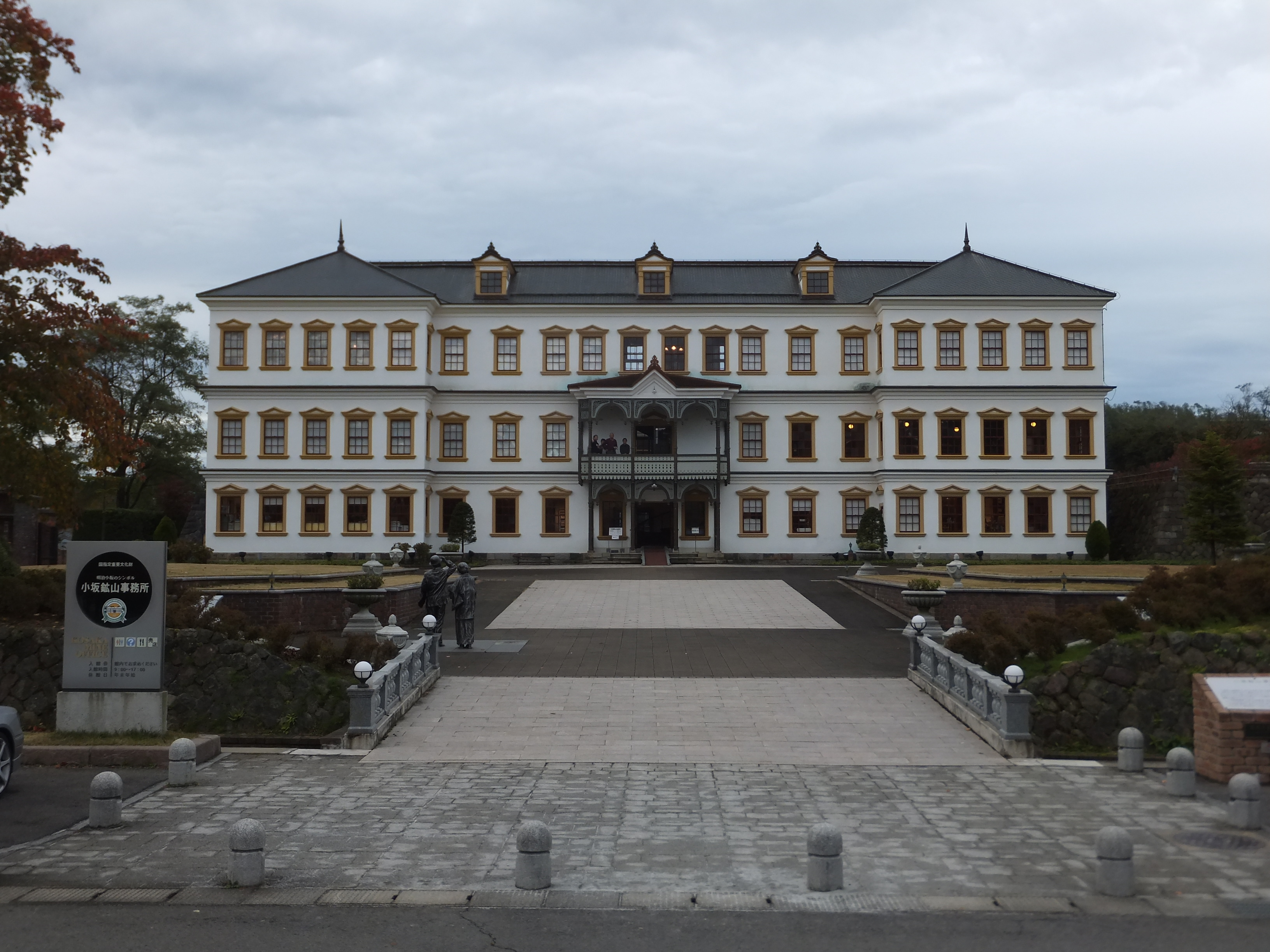
小坂礦山事務所
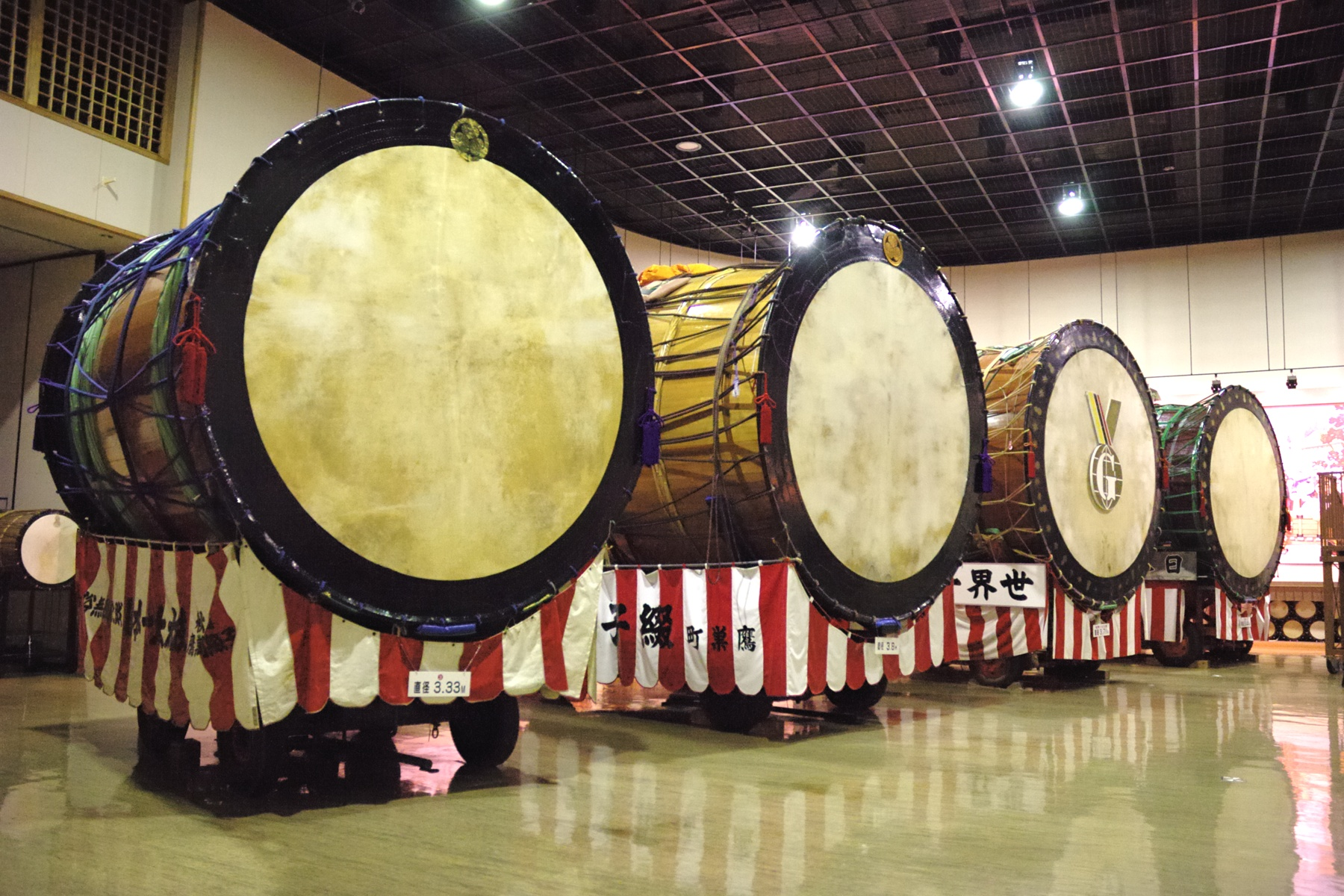
太鼓博物館
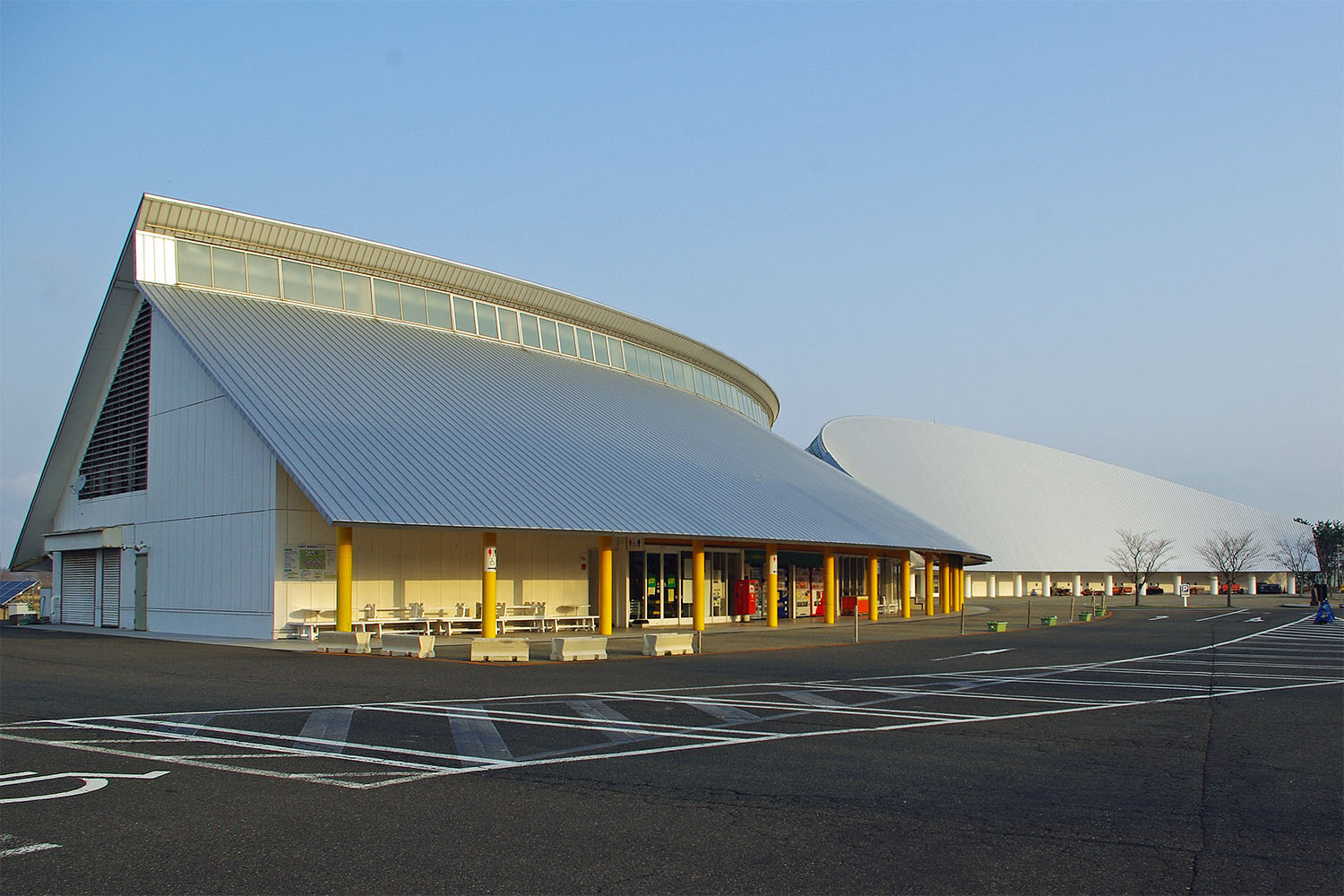
干拓博物館
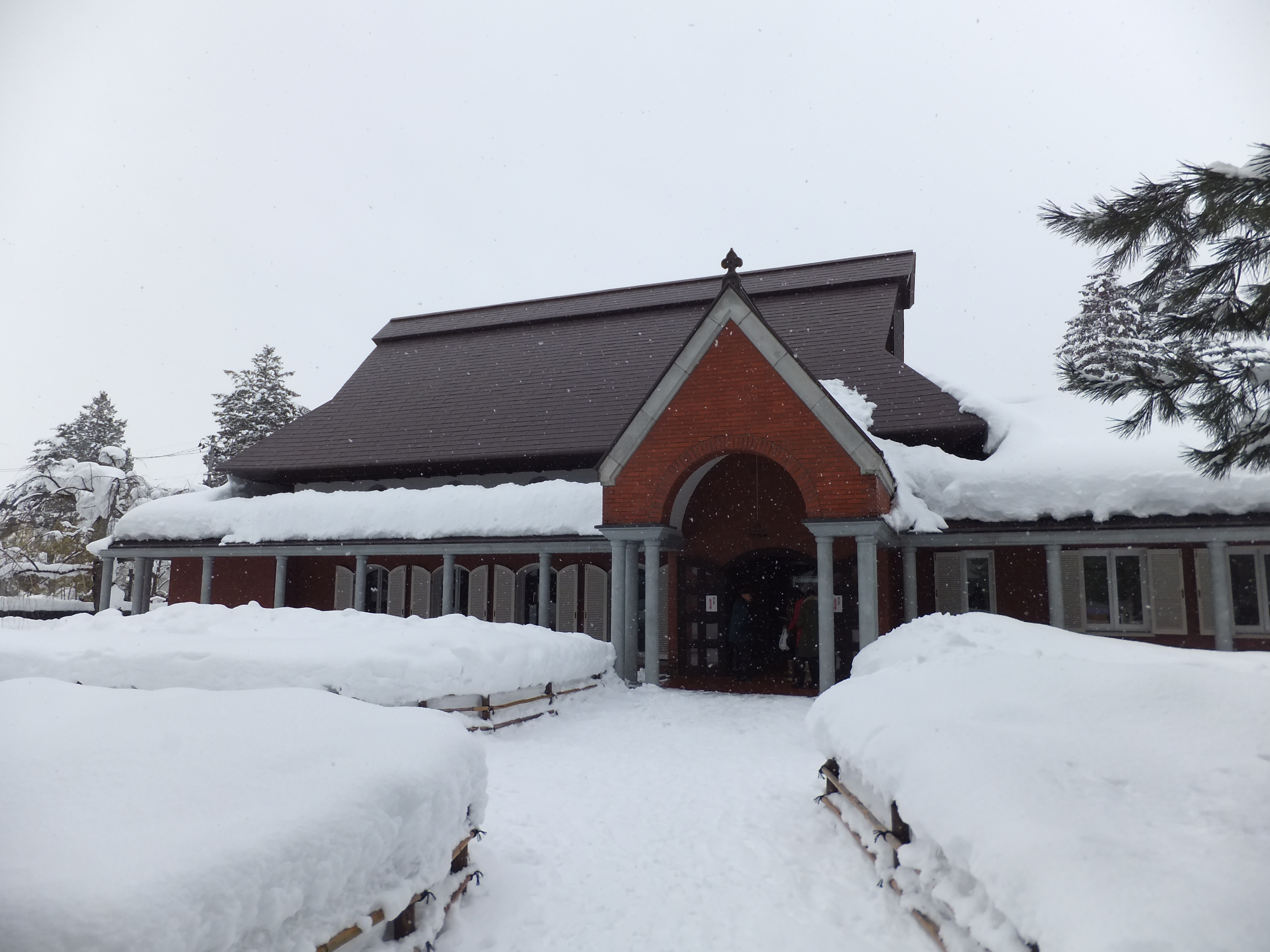
細工傳承館
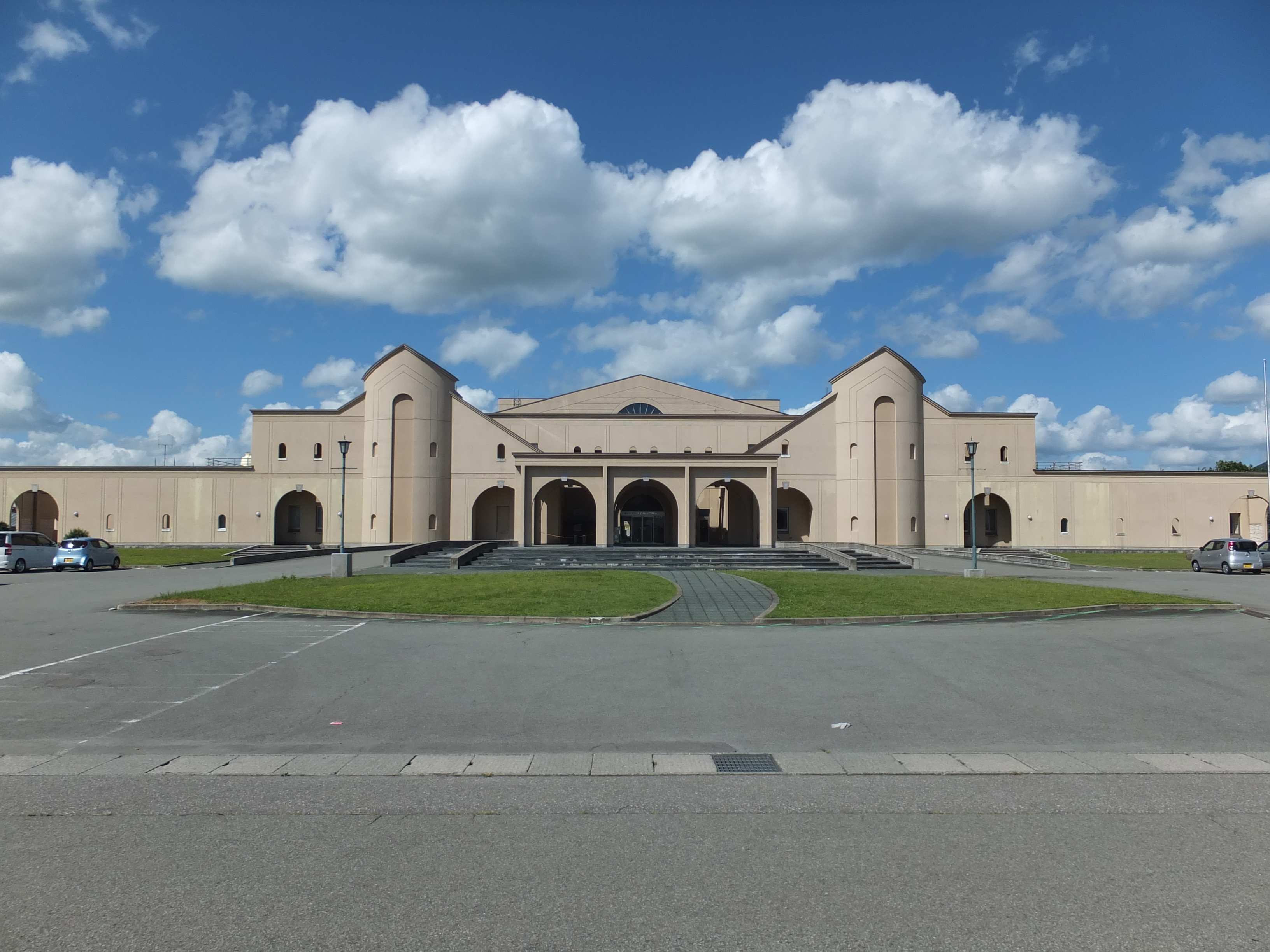
増田美術館
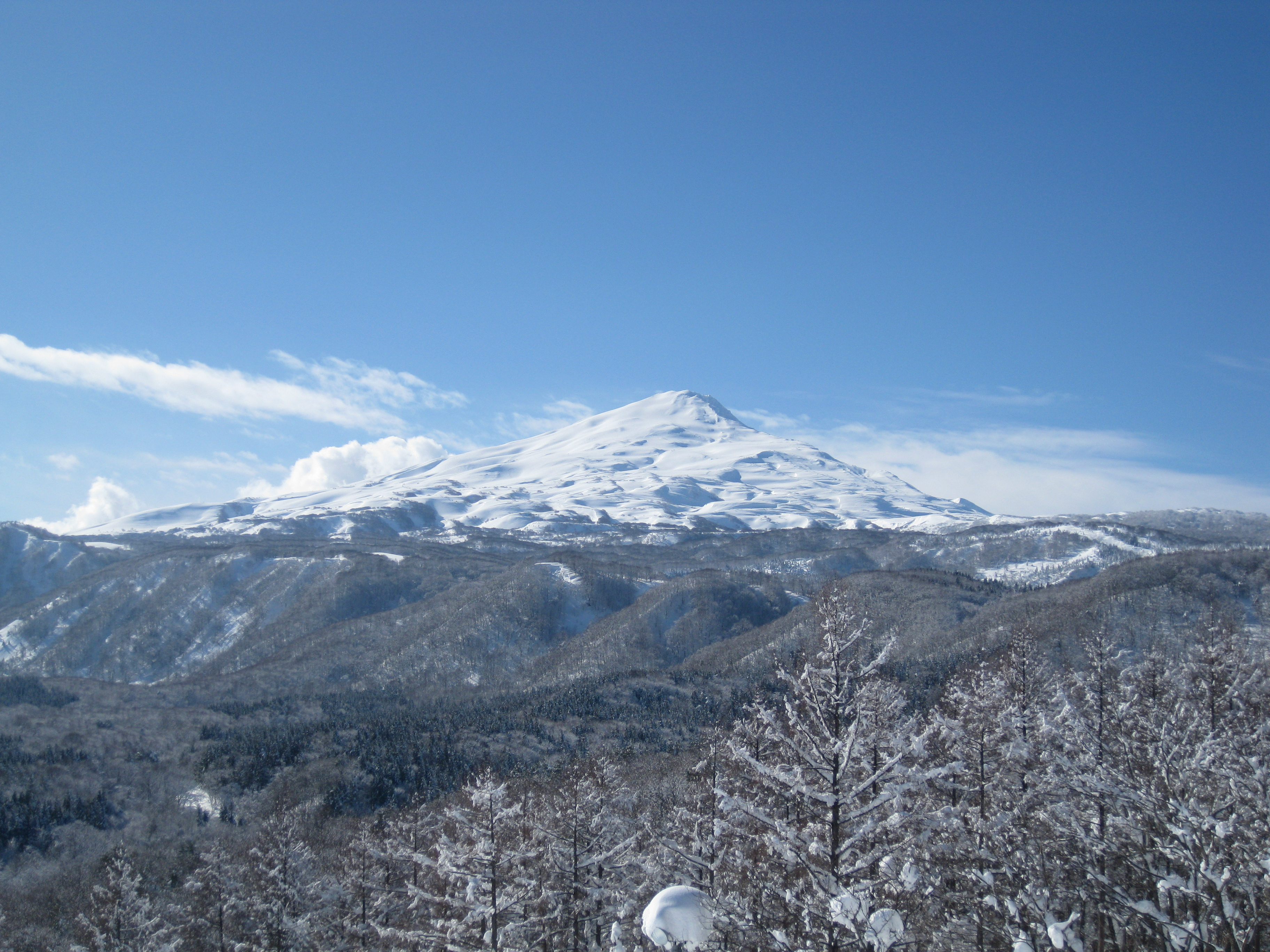
跨越秋田縣和山形縣兩縣縣境的活火山鳥海山
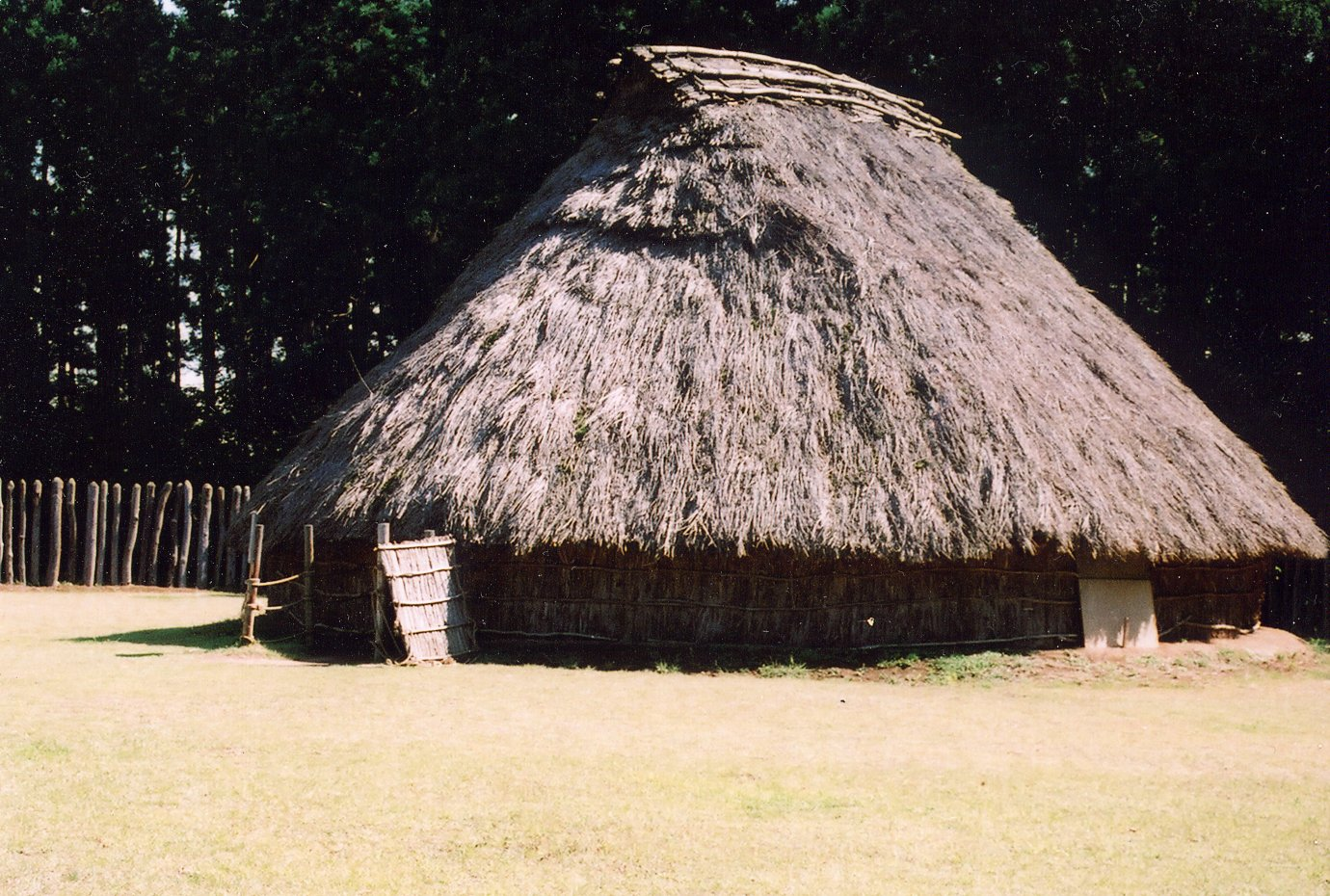
地蔵田遺跡(繩文)
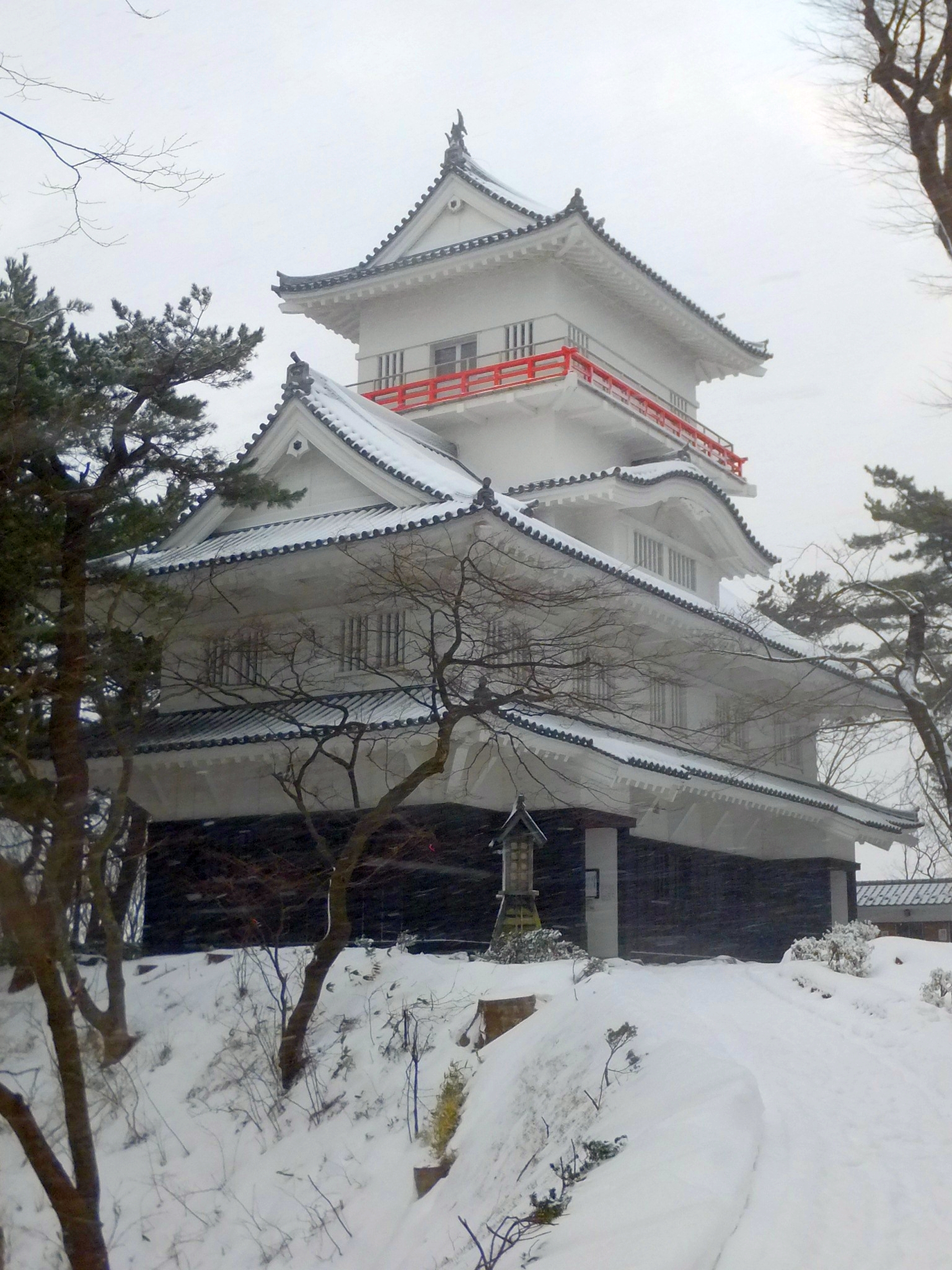
久保田城

秋田县位处本州北部，西面面临日本海。北面与青森县接邻；东面为岩手县；东南面为宫城县；南面则为山形县。

### 行政區劃

#### 市
- 秋田市
- 男鹿市
- 由利本莊市
- 潟上市
- 湯澤市
- 能代市
- 大仙市
- 横手市
- 大館市
- 仁賀保市
- 仙北市
- 鹿角市
- 北秋田市

#### 郡町村
鹿角郡　　　小坂町
北秋田郡　　上小阿仁村　
山本郡　　　藤里町　三種町　八峰町
南秋田郡　　五城目町　八郎潟町　井川町　大潟村
仙北郡　　　美鄉町
雄勝郡　　　羽後町　東成瀨村

## 经济
经济以农业为主，水稻产量在东北地方居首位，特別是小町特產米。盛产杉树，以美樹林闻名。位於秋田縣和青森縣交界處的十和田湖是日本著名深水湖也是游览胜地，秋田产的日本酒畅销全国。

## 交通

### 鐵路
- JR東日本
  - 秋田新幹線
  - 羽越本線
  - 奥羽本線
  - 北上線
  - 五能線
  - 男鹿線
  - 田澤湖線
  - 花輪線
- 秋田内陸縱貫鐵道
  - 秋田内陸線
- 由利高原鐵道
  - 鳥海山麓線
- 秋田臨海鐵道（貨物專用）
  - 南線
  - 北線
- 小坂製錬
  - 小坂鐵道小坂線（已停駛廢線）
- 同和礦業
  - 花岡線（已停駛廢線）
- 秋田營林局秋田營林署
  - 仁別森林鐵道（已停駛廢線）
- 羽後交通
  - 横莊線（已停駛廢線）
  - 雄勝線（已停駛廢線）
- 秋田中央交通
  - 五城目軌道線（已停駛廢線）
- 秋田市交通局
  - 秋田市電（已廢線）

### 道路
- 東北自動車道
- 秋田自動車道

### 機場
- 秋田機場
- 大館能代機場

## 特產
| 水果・蔬菜     | 水果・蔬菜                                               |
| -------------- | -------------------------------------------------------- |
| 米             | 全國有數的產地。主要的品種有あきたこまち（秋田小町）等。 |
| 蓴菜           | 全國生產量第1位。                                        |
| しぼり大根     |                                                          |
| 松茸           | 横手市雄物川町是有名的產地。                             |
| とんぶり       | 箒草的種子。口感類似魚子醬。                             |
| 食用酸漿       | 原產南美的植物。（北秋田郡上小阿仁村）                   |
| 魚介類・海產物 |                                                          |
| 鱩             | 秋田的特產魚。                                           |
| 岩牡蠣         | 日本海是產地。                                           |
| 肉類・乳製品   |                                                          |
| 比內地雞       | 日本三大地雞。                                           |
| 和牛           | みなせ牛（湯澤市皆瀨）。                                 |
| 鄉土料理       |                                                          |
| 稻庭烏龍麵     | 有300年以上歷史的烏龍麵。                                |
| 切蒲英         | 秋田的鄉土料理                                           |
| ハタハタ壽司   | 秋田特產的魚做成的壽司。                                 |
| いぶりがっこ   | 醃漬煙燻白蘿蔔。                                         |
| しょっつる     | 秋田地方的魚醬。                                         |
| 檜山納豆       | 使用能代特產的東雲大豆的納豆                             |
| 工藝品・民藝品 |                                                          |
| 川連漆器       | 國家指定的傳統工藝品。                                   |
| 樺細工         | 國家指定的傳統工藝品。                                   |
| 大館曲げわっぱ | 國家指定的傳統工藝品。                                   |
| 秋田杉桶樽     | 國家指定的傳統工藝品。                                   |
| 參考資料：     |                                                          |

## 註解
1. ↑  .   [2018-01-08]. （原始内容存档于2021-02-23）.
2. ↑  『日本の特別地域　特別編集68 これでいいのか秋田県』40頁 - 41頁 （地域批評シリーズ）
3. ↑  『日本の特別地域　特別編集68 これでいいのか秋田県』42頁 - 43頁 （地域批評シリーズ）
4. ↑  「秋田市史 第四巻」8頁。
5. ↑  . 日本の名物特産品・特産物.   [2010-08-22]. （原始内容存档于2021-04-17）.